# Claudio Bisio

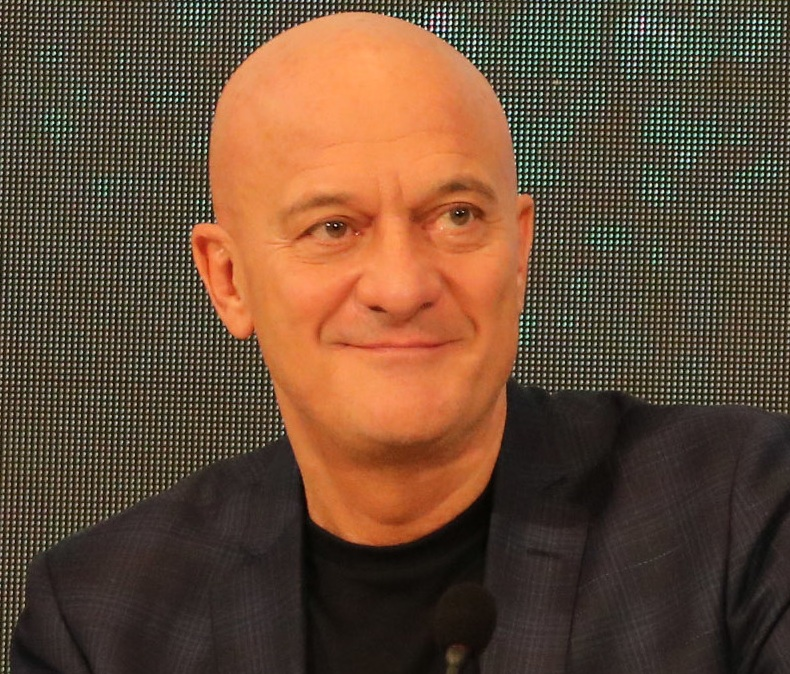
Claudio Bisio im Jahr 2019

Claudio Bisio (* 19. März 1957 in Novi Ligure) ist ein italienischer Schauspieler, Kabarettist, Sänger und Autor.

## Leben
Bisio besuchte die Civica Scuola d'Arte Drammatica des Piccolo Teatro di Milano und debütierte 1981 in Gabriele Salvatores’ Inszenierung von Ein Sommernachtstraum. Dem Regisseur blieb Bisio lange Jahre künstlerisch verbunden. Bis zum Ende der 1980er Jahre war Bisio, mit einer massiven Statur und imposanter Glatze ausgestattet, in Stücken wie Ein Klassenfeind, Zufälliger Tod eines Anarchisten von Dario Fo und seinem eigenen Café Procope zu sehen, bevor er zwischen 1990 und 1995 eine erfolgreiche Serie von Solostücken präsentierte, die ihn als im lombardischen Akzent sprechenden, satirische Anmerkungen zu Politik und Gesellschaft vortragenden Kabarettisten zeigten. Im Kino hatte Bisio derweil nach kleineren Rollen zu Beginn seiner Karriere mit der Interpretation des immer zur Flucht bereiten Soldaten Novento in Gabriele Salvatores' Mediterraneo seinen Durchbruch geschafft, den er mit dem im Folgejahr gedrehten Puerto Escondido desselben Regisseurs noch untermauerte. Er wurde zum beliebten Darsteller bemerkenswerter Charaktere, was er auch im neuen Jahrtausend halten konnte. Man findet ihn in der Besetzungsliste einiger der erfolgreichsten einheimischen Komödien seit 2000.
Auf dem Bildschirm war Bisio in der Sitcom Zanzibar (1988) zu sehen gewesen; fünf Jahre später präsentierte er Cielito lindo. Auch als Musiker war er aktiv und veröffentlichte mehrere Platten, die auch Charterfolge zeitigten. „Rapput“, das er mit Rocco Tanica aufnahm, war in Italien elf Wochen lang an der Spitze der Charts. Daneben kooperierte er bei verschiedenen Projekten wie einer Hommage für Frank Zappa 2003 oder fünf Jahre später bei der Band Elio e le Storie Tese. Als Synchronsprecher ist Bisio u. a. in italienischen Versionen von Animationsfilmen zu hören. Zwischen 1993 und 2008 erschienen zudem vier Bücher, die ihn als Autoren zeigen.

## Filmografie (Auswahl)
- 1991: Mediterraneo
- 1992: Puerto Escondido
- 1997: Nirvana
- 2009: Ex

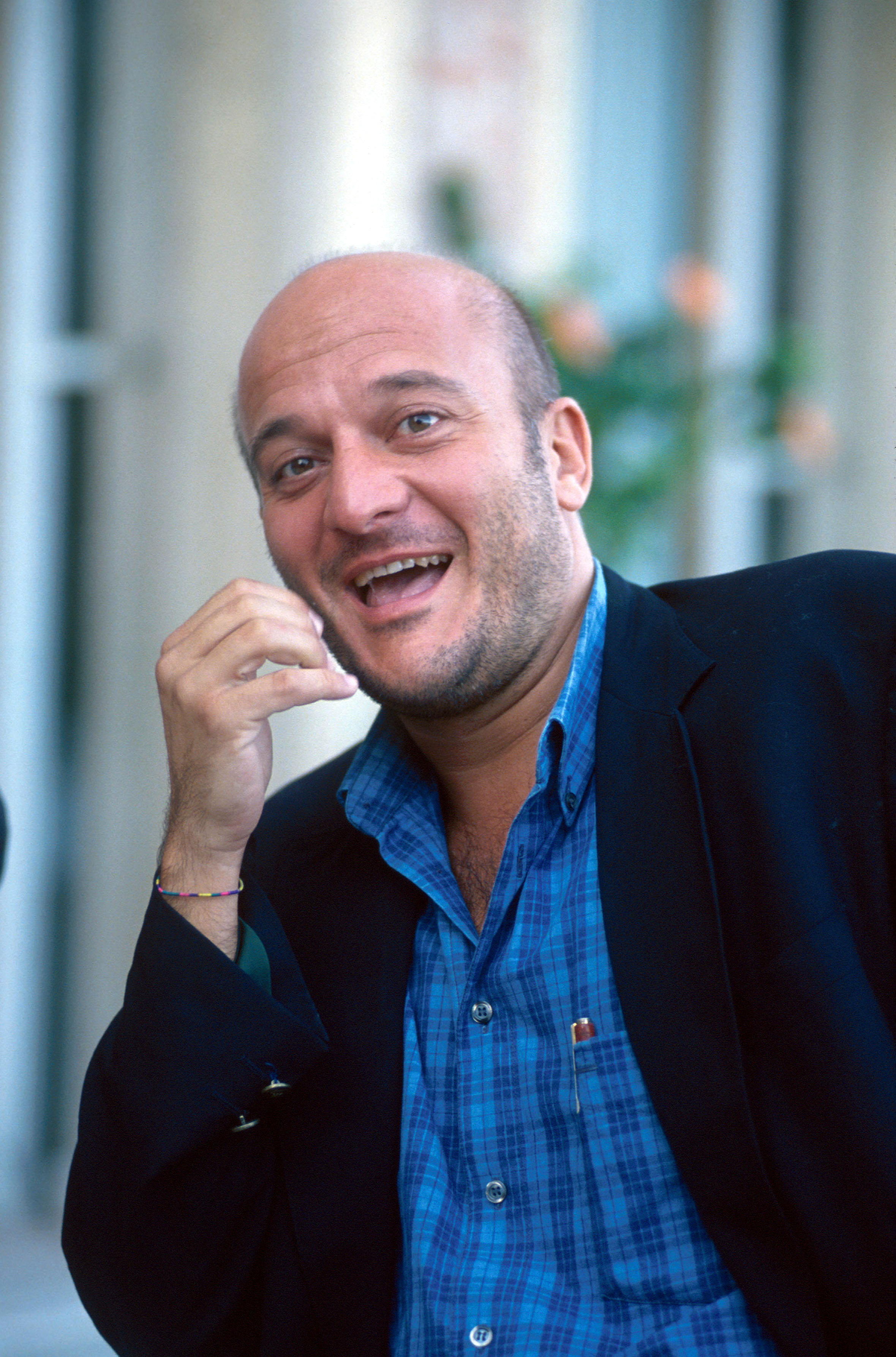
Claudio Bisio (1991)

- 2009: Wir schaffen das schon (Si Può fare)
- 2010: Willkommen im Süden (Benvenuti al Sud)
- 2010: Kusswechsel – Kein Vorspiel ohne Nachspiel (Femmine contro maschi)
- 2011: Kusswechsel 2 – Gegensätze ziehen sich aus (Maschi contro femmine)
- 2012: Willkommen im Norden (Benvenuti al Nord)